# La Femme piège
La Femme piège est un album de bande dessinée d'Enki Bilal de 1986, second épisode de La Trilogie Nikopol, qui débute avec La Foire aux immortels et se termine avec Froid Équateur.

## Résumé
Deux ans ont passé depuis la chute du régime fasciste et le départ des dieux. Alcide recouvre lentement ses esprits et pressent de plus en plus le retour d'Horus sur Terre.
À Londres, Jill Bioskop, une jeune journaliste, assiste au téléphone à l'assassinat de John, son amant extra-terrestre. Elle décide d'user des médicaments de John pour oublier de façon littérale sa douleur et sa relation avec ce dernier. Jeff, un ami de cette dernière, la retrouve dans un coma dont elle sort au bout de deux jours. Il lui propose de couvrir à Berlin le retour d'une mission spatiale partie des décennies plus tôt. Le soir, Jill tue Jeff après que ce dernier a tenté de coucher avec elle.
À Paris, Alcide junior est informé que son père a finalement recouvré sa raison. Jill rejoint Berlin pendant que, dans l'espace, les dieux s'aperçoivent que la pierre où Horus était enfermé a été arrachée par une collision avec un astéroïde. La jeune femme tue son chauffeur après qu'il a tenté de la violer la nuit suivant son arrivée et continue de prendre les drogues de son ancien amant pour oublier son nouveau crime. Elle est témoin d'une des nombreuses guérillas absurdes qui ensanglantent la ville et transcrit le tout sur un appareil qui envoie son article 25 ans plus tôt sur un fax d'un journal français (dont l'album offre un fac-similé).
À Berlin, les scientifiques découvrent que tous les membres de la mission spatiale sont morts, à l'exception d'une jeune femme. Horus, qui s'était dissimulé en elle, tue les scientifiques avant de se mettre à la recherche d'Alcide. Ce dernier admet avoir retrouvé ses esprits et annonce son départ à son fils, ne parvenant pas à s'adapter à la nouvelle société qui s'est installée en son absence et sachant très bien qu'il ne pourra jamais échapper à Horus, le sachant de retour. Ce dernier use du corps d'Ivan, un collègue de Jill pour approcher cette dernière, sentant que la jeune femme a un rôle important à jouer dans sa relation avec Alcide. Ivan succombe aux charmes de Jill, qui le tue pour se défendre.
Arrivé à Berlin, Alcide rencontre Horus et lui propose un accord. Sachant que le dieu et l'homme sont en train de se perdre seuls, il lui propose de s'associer, lui offrant un abri à l'écart des recherches d'Anubis en échange d'une vie intense et surprenante. Il lui demande aussi de lui présenter à Jill, dont il est tombé amoureux au travers de ses cauchemars. Horus accepte le marché. Ils retrouvent Jill en compagnie de John, qui avait survécu à l'attentat. Ce dernier corrige les erreurs de posologie que Jill a commises afin de restaurer son équilibre chimique, gardant les derniers comprimés pour lui, estimant sa relation avec la jeune femme terminée.
Quelques semaines plus tard, rétablie, Jill se rend compte qu'elle n'a jamais tué personne, si ce n'est dans ses hallucinations, et entame une relation avec Alcide.

## Personnages
- Jill Bioskop
- Alcide Nikopol
- Horus d'Hiéraknopolis
- John
- Jeff
- Nick
- Ivan Vabek

## Édition
Les premières éditions de La Femme piège, chez Dargaud, sont accompagnées d'une fausse édition du journal Libération datée du 14 octobre 1993, en tiré à part. Celui-ci fait la synthèse des dépêches de 2025 rédigées et envoyées par Jill Bioskop, et aident notamment à mieux comprendre le récit.

### Documentation
- Christophe Quillien, « Femmes de tête : Jill Bioskop », dans Elles, grandes aventurières et femmes fatales de la bande dessinée, Huginn & Muninn, octobre 2014 (ISBN 9782364801851), p. 16-19.